# 정호민
정호민(鄭鎬敏, 1994년 3월 31일~)은 대한민국의 축구 선수이다. 포지션은 수비수이다. 현재 농부아 피치야 FC 소속이다.